# Jay Lemke
Jay Lemke (Chicago, 1946) é um físico e professor emérito da Universidade da Cidade de Nova Iorque. Sua pesquisa é focada especialmente no ensino de ciência, com fortes ligações com a sociossemiótica e a linguística sistêmico-funcional. Lemke criou a metáfora de "multiplicação de significados", muito utilizada nos estudos de multimodalidade.